# The November Man
The November Man is een Amerikaanse film uit 2014 onder regie van Roger Donaldson. De film is gebaseerd op de roman There Are No Spies van Bill Granger.

## Verhaal
Peter Devereaux (Brosnan), codenaam "The November Man", een ex-CIA agent wordt door zijn vroegere chef John Hanley terug opgeroepen voor een undercover-operatie in Rusland. Hij moet Natalia Ulanova het land uit smokkelen omdat ze bewijzen heeft tegen presidentskandidaat en voormalig legergeneraal Arkady Federov. Hij weet echter niet dat tegelijkertijd een CIA-team onder leiding van zijn voormalige leerling David Mason door CIA-chef Perry Weinstein met hetzelfde doel naar Rusland gezonden wordt. Nadat Ulanova in Federov's brandkast ingebroken heeft, wordt ze achtervolgd door Russische agenten. Devereaux kan haar net op tijd redden en dan blijkt dat ze elkaar kennen en samen een dochter hebben. Sluipschutter Mason doodt Ulanova omdat hij denkt dat ze in handen van de vijand is gevallen. Net voor haar dood heeft ze de naam Mila Filapova doorgegeven aan Devereaux. Zowel de groepen binnen de CIA als de Russische FSB gaan nu op zoek naar haar.

## Rolverdeling
- Pierce Brosnan als Peter Devereaux ("The November Man")
- Luke Bracey als David Mason
- Olga Kurylenko als Mila Filapova ("Alice Fournier")
- Bill Smitrovich als John Hanley
- Amila Terzimehić als Alexa
- Lazar Ristovski als President Arkady Federov
- Mediha Musliovic als Natalia Ulanova
- Eliza Taylor als Sarah
- Caterina Scorsone als Celia
- Akie Kotabe als Meyers
- Will Patton als Perry Weinstein
- Patrick Kennedy als Edgar Simpson
- Dragan Marinkovic als Denisov
- Ben Willens als Agent Jones